# 版と刷
版（はん、edition）とは、本などの出版物において、ほぼ同一の原版から印刷された、ほぼ同一の内容をもつものの総称である。同じ版のなかで、印刷時期が異なるものを刷（すり、さつ、impression, printing）と呼ぶ。ただし、同じ版でも多少の訂正が施されていることもあり、特に日本では両者が（しばしば意図的に）混同され、実質的には刷である「版」や、実質的には版である「刷」も普通に見られる。

## 版
出版物における版には、次のようなものがある。このほか、意味は異なるが、シリーズものや逐次刊行物の中の1巻を示すものとして「○○版」という表記が用いられることがある。なお、「重版」や「再版」は重刷・増刷と同義であり、「訂正再版」などと特に訂正が示唆されていない限り、版ではなく「刷」である。
1. 内容の変更を表すもの[1] - 初版、第2版、訂正版、増補版、補正版、2020年版、など。
2. 装丁の種類を表すもの[1] - 豪華版、愛蔵版、廉価版、普及版、文庫版、など。
3. 判の大きさを表すもの - 卓上版、ポケット版、大活字版、など。
4. 出版地・出版者を表すもの[1] - 駿河版、勅版、講談社版、など。
5. メディアの種類を表すもの[1] - Kindle版、PDF版、など。

装丁・判型・出版者の区別による各版について、さらに「廉価版の第2版」というように、内容の変更を表す版が存在する。（ない場合は、その初版・第1版のみと考えられる）
内容の変更を表す「版」としては、第2版、第3版、第4版、……、といった序数詞を用いるものが最も基本的なもので、和書・洋書を問わずよく用いられる。「第」を省いて「2版」などとも書く。英語では第2版を Second edition や 2nd edition と書き、ドイツ語であれば Zweite Auflage, 2. Aufl. などと表す。表紙・背表紙・標題紙・箱などのほか、和書（日本の書籍）では奥付、洋書では標題紙の裏にも書かれる。
第1版・初版という表記は、今後の改版が予定されているものでもなければ、最初から表紙・標題紙に記されることはまれで、通常は和書の奥付、洋書の標題紙の裏に書かれる程度である。「初版本」が高値で取り引きされることもあるが、そのような対象となる本の場合、様々な出版者から何度も発行されていることが多く、それぞれの出版者・装丁について「初版」が存在するが、古書の収集家などにとっての「初版」は、世界で最初に出版された「初版」の、その第1刷のことである。
このほか、新版 (New Edition)、改訂版 (Revised Edition)、増補版 (Enlarged Edition)、増補改訂版・増訂版 (Revised and Enlarged Edition) といった語句で表されることもあり、「増訂第5版」などと序数詞と組み合わせることもある。「初版」の次が「改訂版」であった場合、その次は「改訂第2版」であったり、あるいは改訂版を第2版とみなし「第3版」「三訂版」となることもある。

## 刷
同じ版のなかでも、同時に印刷されたものをまとめて「刷」という。和書の場合は序数詞のみを用い、版に続けて「第3版第2刷」などと奥付に表記されるが、洋書では刷を "3rd edition, 2nd impression" などと明確に書くことは比較的少ない。標題紙の裏に再版 (reprint) の年を記すか、プリンターズキー (Printer's key) などと呼ばれる、「1 3 5 7 9 8 6 4 2」といった数字の羅列で表示する。刷を重ねるごとに一つずつ削っていき、「7 9 8 6」となっていれば第6刷である。印刷年も同じ方法で表示することがあり、「04 06 08 07 05」であれば2004年印刷を意味する。
本来、刷の間の差異は存在しないか、誤植訂正程度のものである。しかし、日本では版と刷の区別が曖昧で、実際に版や刷と書いてあるからといって、それが実際にそうなのかは判断できない。その刷での訂正・追加箇所が序文などで明らかにされているものや、刷の序数を改めずに改版を行っていることが奥付の表示（たとえば「第34刷改版」など）で分かるものもあり、長年にわたって増刷されているものでは、文字サイズの変更で数十ページもの差が生じている場合もある。本文への変更ではなく、巻末付録の資料や、正誤表が更新される場合もある。